# The Little Sweep
The Little Sweep (El petit escura-xemeneies), op. 45, és una òpera infantil en tres escenes composta per Benjamin Britten sobre un llibret en anglès d'Eric Crozier. Va ser estrenada al Festival d'Aldeburgh el 14 de juny de 1949, i és la segona part d'una producció escènica titulada Let’s Make an Opera!, amb què Britten pretenia familiaritzar els infants amb aquest gènere musical.
Té una durada de 1h 15min, i l'obra en català més popular va es va representar al teatre principal de Palma, al 23 i 24 de maig del 2014.

## Origen i context
Renon i Crozier havia estat pensant en una òpera per a nens des de fa alguns anys, però només van començar a posar en pràctica el concepte en la tardor de 1948, quan la planificació del programa per al segon Festival d'Aldeburgh. Una tarda Britten va suggerir dues cançons de la innocència i de l'experiència de William Blake, titulat El escombriaire de la llar de foc, i pel que fa a Crozier, "per aquesta nit havia planejat l'estructura, l'acció i els personatges d'una breu òpera en tres escenes."
Igual que amb Albert Herring, l'òpera que s'havia obert el primer Festival d'Aldeburgh, l'acció havia de ser establert localment a Suffolk, aquesta vegada en Iken Hall, una gran casa de camp laberíntica a la vora del riu Alde. Els personatges infantils es van trasplantar a partir d'una casa de camp proper, Gran Glemham, que a finals del segle xviii havia estat la llar de George Crabbe, l'autor del poema La ciutat que s'havia format la base de l'obra mestra 1945 Peter Grimes de Britten. Gran Glemham House era (i és) la llar de Lord Cranbrook, amic personal del compositor del que era en aquest moment President del Festival d'Aldeburgh.
Britten i Crozier van adoptar els noms i personatges dels seus fills i nebots per a l'òpera (encara que els mateixos nens no estaven involucrats en la producció), i l'òpera està "dedicat amb afecte a la veritable Gai, Julieta, Sophie, Tina, Hughie, Jonny i Sammy - la Gathorne-Hardys de Gran Glemham, Suffolk.

## Argument

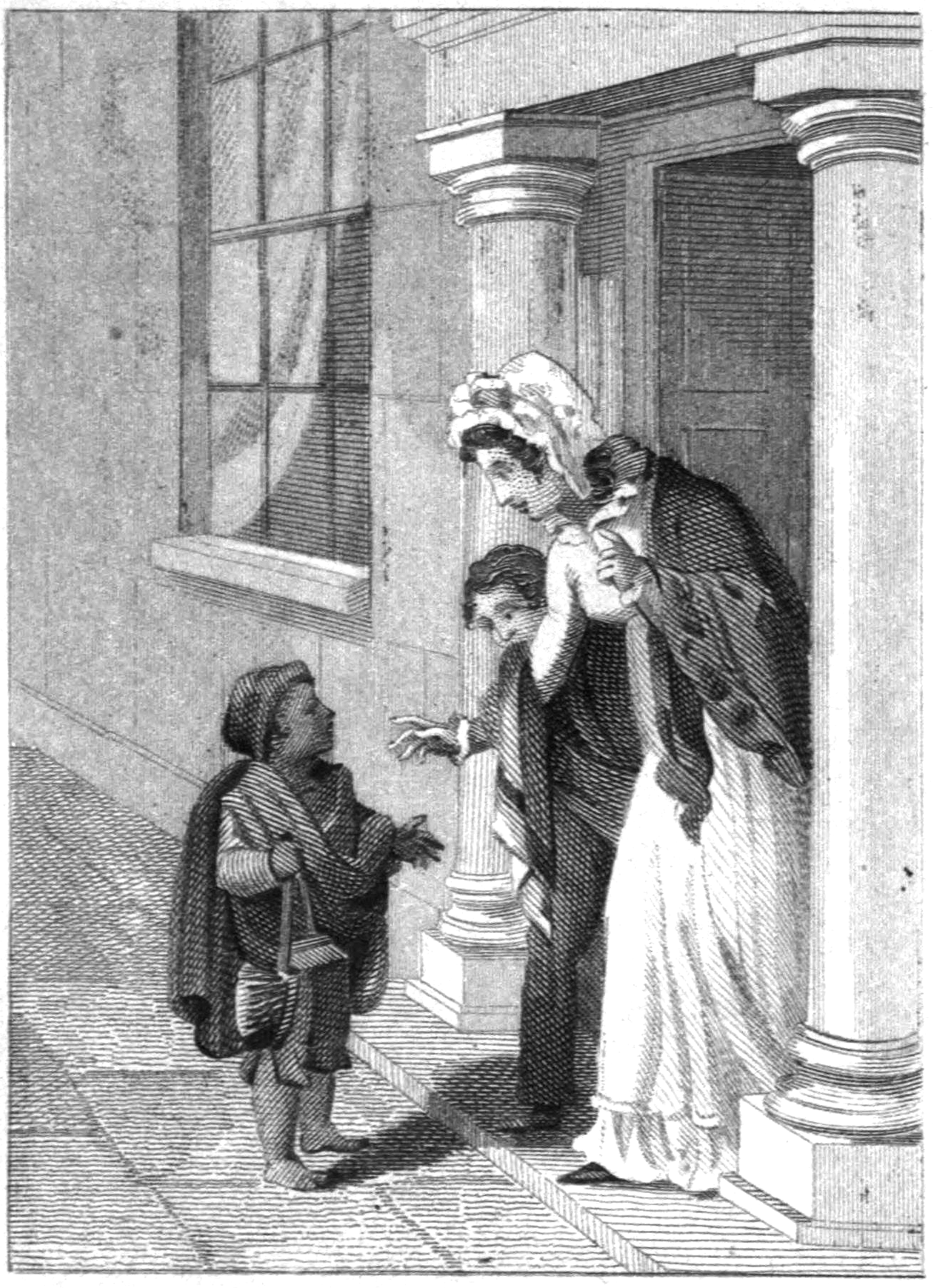

Encara que el petit escura-xemeneies s'hagi fet fa uns quants d'anys, el tema que tracta és un tema molt actual.
Conta la història d'en Sam, un nin de 8 anys orfe que degut a les circumstàncies que viu ha de treballar d'escura-xemeneies, treballa per dos al·lots que el tenen esclavitzat, en un dels seus dies de treball, han d'anar a una casa de rics a escurar una de les xemeneies de la casa, com la xemeneia és molt petita, s'ha d'encarregar en Sam de netejar-la, però el que no sabien era que a la casa estava ple de nins que jugaven al pilla-pilla, i que en escoltar a nen Sam cridar, ja que s'havia quedat atrapat dins de la xemeneia, varen anar al seu rescat.
Després d'ajudar-lo a baixar el vesteixen i xerren sobre la seva vida.
En Sam haurà de combatre contra els seus superiors per poder poder guanyar la vida i el sou que es mereix.

## Anàlisi musical
Orquestra
Britten va triar forces orquestrals modests; quartet de corda (un instrument per part), duo de piano (quatre mans en un piano) i percussió (platerets, tambor tenor i bombo) que requereix només un jugador. La partitura vocal, publicat per Boosey and Hawkes el 1950, incorpora una versió per a dos pianos i percussió, amb la notació addicional en les parts de piano per al seu ús si els instruments de percussió no estan disponibles.
Actualment també hi ha òperes a on hi ha una orquestra sencera.
Vocal
La música és molt moguda, i es compon de 5 parts per als components adults de l'obra i 6 peces per als nins d'aquesta òpera.
També aquesta òpera es representa amb un cor al principi de l'òpera, ja que sa primera cançó és grupal.

## Escenografia
L'escenografia depèn del teatre a on es faci però se sol fer molt parescut:
La major part de l'òpera transcore a la casa que van a netejar així que la majoria d'escenografies estan ambientades en una casa de diverses habitacions. En aquestes habitacions hi ha elements simbòlics de l'òpera com per exemple al saló, la xemeneia o al bany, la banyera que forma un paper important en l'òpera, ja que Sam es banya allà i transcorre una de les peces musicals.
També hi ha cadires, una taula i un baül.
Hi ha escenografies més pobres que només tenen una cadira, una banyera i una taula, i en els més elaborats, pareix que és una casa de veres, ja que incorporen objectes més elaborats, com escales.

## Vestuari
El vestuari sol ser bastant pobre, ja que no és una òpera que requereixi vestuari elaborat.
Sol ser amb colors banals com el beix o el ocre per en Sam i per als nins de la casa amb colors un poc més alegres com vermellós o blanc.
Les nines van amb vestits i amb pentinats de l'antiguitat.